# Franz Misteli
Pour les articles homonymes, voir Misteli.
Franz Misteli, né le 11 mars 1841 à Soleure et mort le 6 octobre 1903 à Brunnen, est un philologue classique et indo-européaniste suisse.

## Biographie
Il étudie la philologie classique à l'université de Zurich puis devient professeur de grec et de latin dans les écoles du canton de Saint-Gall et Soleure. À partir de 1874, il est professeur associé à la chaire nouvellement créée de linguistique comparée au département de philologie classique de l'université de Bâle puis à partir de 1877, professeur titulaire. Après un grave accident vasculaire cérébral en 1896, il renonce à son poste de professeur en 1898. Il est l'auteur d'ouvrages de philosophie et psychologie du langage.

## Source de la traduction
- (de) Cet article est partiellement ou en totalité issu de l’article de Wikipédia en allemand intitulé « Franz Misteli » (voir la liste des auteurs).